# Tristram Dalton
Tristram Dalton (ur. 28 maja 1738 w Newburyport w stanie Massachusetts, zm. 30 maja 1817 w Bostonie) – amerykański prawnik, kupiec i polityk ze stanu Massachusetts.
W 1755 został absolwentem Harvard College, gdzie studiował prawo. Po studiach został przyjęty do palestry, jednak postanowił nie pracować w zawodzie zajmując się działalnością kupiecką. W latach 1783 i 1784 został wybrany delegatem stanu Massachusetts do Kongresu Kontynentalnego, jednak nie uczestniczył w jego obradach. Został wybrany w pierwszych wyborach do Senatu Stanów Zjednoczonych, gdzie zasiadał od 4 marca 1789 do 3 marca 1791. Nieskutecznie ubiegał się o reelekcję na kolejną kadencję.